# Gobeo
Gobeo est un village faisant partie de la commune de Vitoria-Gasteiz en Alava dans la communauté autonome du Pays basque. Il a le statut de concejo.

## Présentation
Il est situé à 6 km au nord-ouest du centre de la ville, près des limites de la même qui a crû jusqu'à atteindre le peuple et dans la rive gauche de la rivière Zadorra.
Il comptait 36 habitants en 2001 et fait partie de la Zone Rurale Nord-ouest de Vitoria-Gasteiz.
Dans des terrains qui appartenaient au village de Gobeo on a construit la zone industrielle d'Ehari-Gobeu.
Ses festivités patronales ont lieu le 29 juin pour la San Pedro.

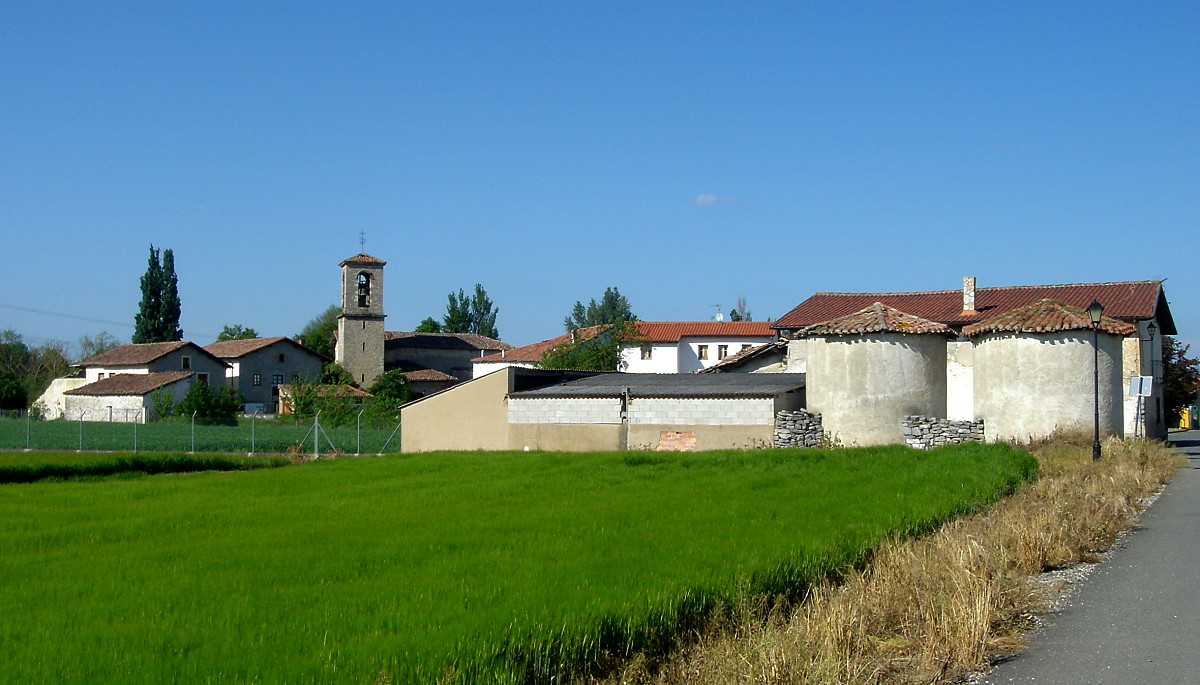
Vue de Gobeo.

### Sources
- (es) Cet article est partiellement ou en totalité issu de l’article de Wikipédia en espagnol intitulé « Gobeo » (voir la liste des auteurs).

- (eu) Cet article est partiellement ou en totalité issu de l’article de Wikipédia en basque intitulé « Gobeu » (voir la liste des auteurs).